# Myriactis delavayi
Myriactis delavayi là một loài thực vật có hoa trong họ Cúc. Loài này được Gagnep. mô tả khoa học đầu tiên năm 1921.